# 2004年のJリーグ ディビジョン2
- 日本プロサッカーリーグ  > Jリーグ ディビジョン2 > 2004年のJリーグ ディビジョン2

この項目では、2004年シーズンのJリーグ ディビジョン2（J2）について述べる。

## 2004年シーズンのJ2のクラブ
2004年シーズンのJ2リーグのクラブは以下の通り。この内ベガルタ仙台と京都パープルサンガが前シーズンのJ1リーグからの降格クラブである。仙台、京都ともにJ2所属経験があるため、J2創設から６シーズン目にして初めて、J2参入初年度のクラブのないシーズンとなった。
※前年度成績=特記なきものは2003年J2のもの
| チーム名           | 監督                     | 所在 都道府県 | ホームスタジアム                           | 前年成績 |
| ------------------ | ------------------------ | ------------- | ------------------------------------------ | -------- |
| コンサドーレ札幌   | 柳下正明                 | 北海道        | 札幌ドーム 札幌厚別公園競技場              | 9位      |
| ベガルタ仙台       | ズデンコ・ベルデニック   | 宮城県        | 仙台スタジアム                             | J1 15位  |
| モンテディオ山形   | 鈴木淳                   | 山形県        | 山形県総合運動公園陸上競技場               | 8位      |
| 水戸ホーリーホック | 前田秀樹                 | 茨城県        | 笠松運動公園陸上競技場                     | 7位      |
| 大宮アルディージャ | 三浦俊也                 | 埼玉県        | さいたま市大宮公園サッカー場               | 6位      |
| 川崎フロンターレ   | 関塚隆                   | 神奈川県      | 川崎市等々力陸上競技場                     | 3位      |
| 横浜FC             | ピエール・リトバルスキー | 神奈川県      | 三ツ沢公園球技場                           | 11位     |
| 湘南ベルマーレ     | 山田松市                 | 神奈川県      | 平塚競技場                                 | 10位     |
| ヴァンフォーレ甲府 | 松永英機                 | 山梨県        | 山梨県小瀬スポーツ公園陸上競技場           | 5位      |
| 京都パープルサンガ | 西村昭宏                 | 京都府        | 京都市西京極総合運動公園陸上競技場兼球技場 | J1 16位  |
| アビスパ福岡       | 松田浩                   | 福岡県        | 東平尾公園博多の森球技場                   | 4位      |
| サガン鳥栖         | 松本育夫                 | 佐賀県        | 鳥栖スタジアム                             | 12位     |

## レギュレーションの変更点
J1・J2入れ替え戦が導入された事により、J2リーグ3位のクラブはJ1リーグ16位のクラブとの入れ替え戦に臨む事になった。

## スケジュール
J2リーグでは、国際大会のスケジュールに合わせた大きなインターバルは設けられなかった。

## リーグ概要
川崎がリーグ開幕当初からトップを独走。他のクラブを寄せ付けず、9月26日の第36節（vs水戸戦）で早々とJ1昇格を決定した。これはJ2が発足して以来最速記録である。川崎はこの勢いを駆って、J2リーグ戦最多となる勝ち点105を記録した。
残る自動昇格枠1とこの年から導入された入れ替え戦に臨む枠1を大宮・福岡・山形・京都で争う形となったが、まず中盤から終盤にかけて勝ち点を伸ばした大宮が11月20日の第42節（vs水戸戦）で自動昇格決定。入れ替え戦枠は山形・福岡・京都で争い。最終節前で京都は脱落。最終節で　4位 山形vs3位 福岡の直接対決を制した福岡が切符を手にした。
下位クラブでは、クラブの編成を若手主体に大きく入れ替えた札幌が順位を最下位まで落とした。また降格してきた2チームは、京都は最後まで昇格争いに加わったものの最終節を前に脱落、仙台は早々と昇格争いから脱落し、2部制に移行して初めて降格1年目チームの昇格の無いシーズンともなった。

## 順位表
| 順 | チーム                   | 試 | 勝 | 分 | 敗 | 得  | 失 | 差  | 点  | 出場権または降格      |
| -- | ------------------------ | -- | -- | -- | -- | --- | -- | --- | --- | --------------------- |
| 1  | 川崎フロンターレ (C) (P) | 44 | 34 | 3  | 7  | 104 | 38 | +66 | 105 | J1 2005へ昇格         |
| 2  | 大宮アルディージャ (P)   | 44 | 26 | 9  | 9  | 63  | 38 | +25 | 87  | J1 2005へ昇格         |
| 3  | アビスパ福岡             | 44 | 23 | 7  | 14 | 56  | 41 | +15 | 76  | J1・J2入れ替え戦 2004 |
| 4  | モンテディオ山形         | 44 | 19 | 14 | 11 | 58  | 51 | +7  | 71  |                       |
| 5  | 京都パープルサンガ       | 44 | 19 | 12 | 13 | 65  | 53 | +12 | 69  |                       |
| 6  | ベガルタ仙台             | 44 | 15 | 14 | 15 | 62  | 66 | −4  | 59  |                       |
| 7  | ヴァンフォーレ甲府       | 44 | 15 | 13 | 16 | 51  | 46 | +5  | 58  |                       |
| 8  | 横浜FC                   | 44 | 10 | 22 | 12 | 42  | 50 | −8  | 52  |                       |
| 9  | 水戸ホーリーホック       | 44 | 6  | 19 | 19 | 33  | 60 | −27 | 37  |                       |
| 10 | 湘南ベルマーレ           | 44 | 7  | 15 | 22 | 39  | 64 | −25 | 36  |                       |
| 11 | サガン鳥栖               | 44 | 8  | 11 | 25 | 32  | 66 | −34 | 35  |                       |
| 12 | コンサドーレ札幌         | 44 | 5  | 15 | 24 | 30  | 62 | −32 | 30  |                       |

最終更新は2004年11月27日の試合終了時
出典: J.League Data Site
順位の決定基準: 1. 勝点; 2. 得失点差; 3. 得点数.

## 得点順位表
| 順位   | 選手         | 所属               | 得点 |
| ------ | ------------ | ------------------ | ---- |
| 得点王 | ジュニーニョ | 川崎フロンターレ   | 37   |
| T2     | 大島秀夫     | モンテディオ山形   | 22   |
| T2     | 我那覇和樹   | 川崎フロンターレ   | 22   |
| T4     | 佐藤寿人     | ベガルタ仙台       | 20   |
| T4     | 崔龍洙       | 京都パープルサンガ | 20   |
| 6      | マルクス     | 川崎フロンターレ   | 18   |
| 7      | バレー       | 大宮アルディージャ | 15   |
| 8      | バロン       | ヴァンフォーレ甲府 | 14   |
| T9     | 森田浩史     | 大宮アルディージャ | 10   |
| T9     | 柿本倫明     | 湘南ベルマーレ     | 10   |

2004年11月27日

出典: J. League Data